# Johann Carl Fuhlrott
Johann Carl Fuhlrott, född 31 december 1803 i Leinefelde, död 17 oktober 1877 i Elberfeld i nuvarande Wuppertal, var en tysk naturforskare.  Han är mest känd som upptäckare av Neandertalmänniskan.

## Biografi
Johann Carl Fuhlrott var son till gästgivaren Johannes Philipp Fuhlrott och dennes hustru Maria Magdalena, född Nussbaum. Båda föräldrarna dog när han var tio år gammal, och han uppfostrades därför av sin farbror, den katolska prästen Carl Bernhard Fuhlrott (död 1839), i Seulingen. Fuhlrott gifte sig 1835 med Josepha Amalia Kellner (1812–1850), som han sedermera fick sex barn med.
Fuhlrott studerade från 1824 teologi och därefter naturvetenskap vid Bonns universitet. Han inriktade sig framförallt på paleontologi och zoologi under Georg August Goldfuss, mineralogi under Johann Jacob Nöggerath och botanik under Gottfried Nees von Esenbeck. Fuhlrott avslutade sina studier med statsexamen vid Münsters universitet och promoverades 1835 vid Tübingens universitet till filosofie doktor.
Fuhlrott blev professor i naturhistoria vid Tübingens universitet och undervisade också i 40 år vid det gymnasium i Wuppertal som, till hans minne, sedan 1986 bär hans namn.
Fuhlrott granskade de skelettrester som hittats i ett kalkstensbrott i Neandertal år 1856, och drog slutsatsen att de måste härröra från en förhistorisk människoart.  Han publicerade sina rön med stöd av Hermann Schaaffhausen vid en konferens 1857, men mötte till en början kraftigt motstånd från tidens auktoriteter, framförallt Rudolf Virchow.  Fynd av mer kompletta neandertalarskelett och etablerandet av Charles Darwins utvecklingslära (publicerad 1859) skulle senare komma att bekräfta Fuhlrotts slutsats.

## Källa
Den här artikeln är helt eller delvis baserad på material från tyskspråkiga Wikipedia, Johann Carl Fuhlrott, 18 september 2013.